# Бигнония
Бигно́ния, или биньония (лат. Bignonia) — род растений из семейства Бигнониевые (Bignoniaceae), названный так Турнефором в честь аббата Биньона, библиотекаря Людовика XIV.

## Биологическое описание

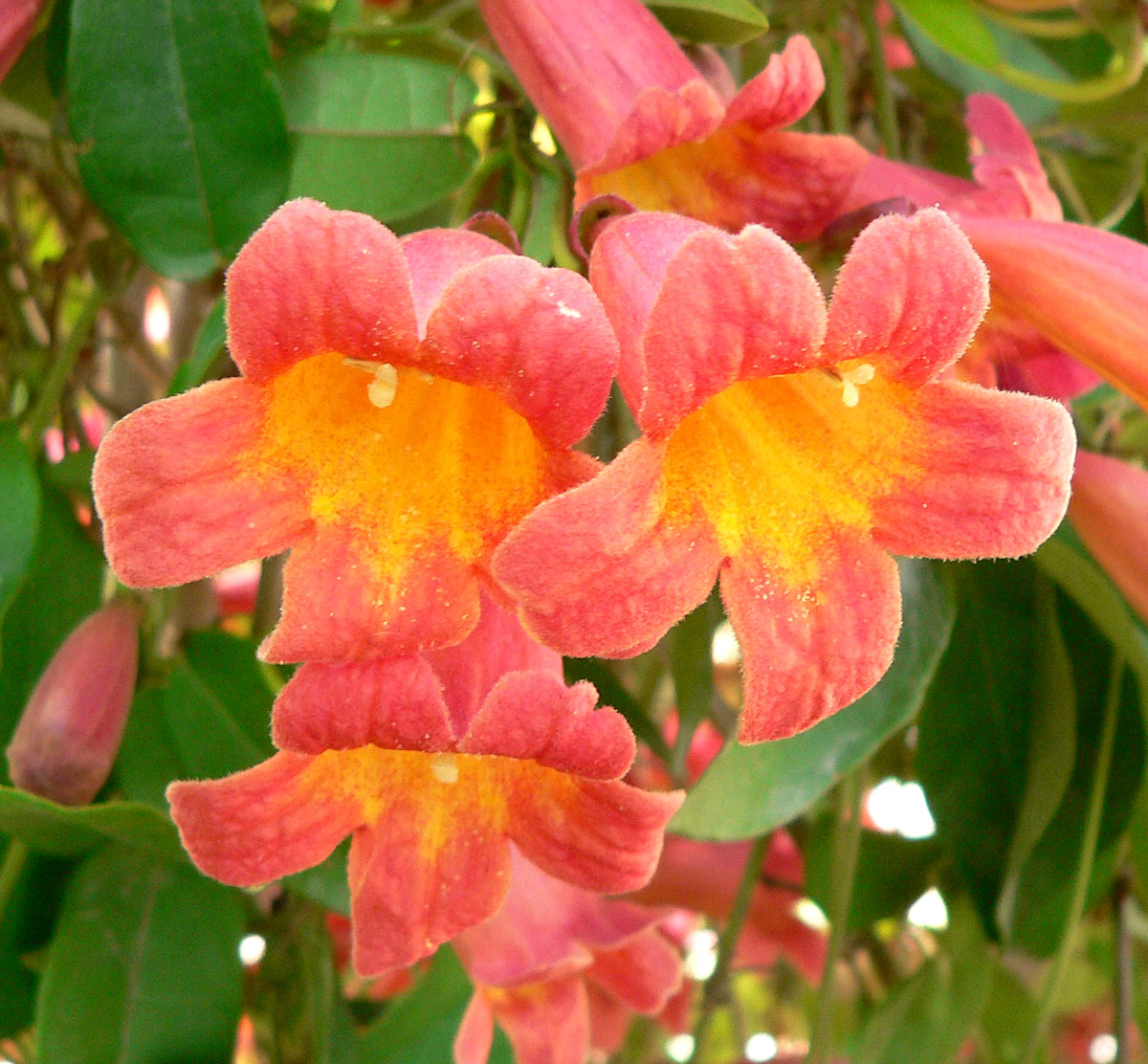
Bignonia capreolata

По красоте и величине своих цветов бигнонии принадлежат к числу наиболее характерных для тропической и подтропической Америки древовидных растений. У бигнонии супротивные сложные листья, трубчатая, пятилистная, реже 2—3-лопастная чашечка, крупный, ворончато-двугубый или почти правильный венчик, 5 тычинок, из которых одна без пыльников, и многосемянная двустворчатая коробочка. В оранжереях весьма часто культивируются Bignonia capreolata L., лазящее дерево с колючими ветвями, дву-трёхраздельными листьями, из которых верхние снабжены усами, и снаружи оранжевым, а внутри жёлтым венчиком. Этот вид, родом из Каролины, может в защищённых местах расти и под открытом небом, если только растение на зиму защищать от холода.
Чрезвычайно эффектны Bignonia speciosa Hook. (из Буэнос-Айреса) с крупными, лиловыми, полосатыми цветами, Bignonia floribunda Kth. (из Мексики) и Bignonia Chica Kth. (из Южной Америки) с пурпуровыми цветами, Bignonia venusta Ker. (из Бразилии) с верхушечными пучками оранжевых цветов, Bignonia Clematis Kth. (из Каракаса) с белыми, внутри жёлтыми венчиками, отгиб которых окрашен в тёмно-фиолетовый цвет и мн. др.
Твёрдая и тяжёлая древесина южноамериканского вида Bignonia leucoxylon L. отличается зелёным цветом и идёт на разные столярные изделия и для приготовления зелёной краски. Листья Bignonia Chica дают красную краску (чика, чикаро, курукру), употребляемую для окраски тканей, а индейцами для раскрашивания своего тела. Bignonia crucigera L. отличается своей ядовитостью, Bignonia aequinoctialis L. употребляется на Антильских островах как средство от поносов; водной настойкой пахучих цветов ост-индского Bignonia chelonoides L. окропляют по утрам индийские храмы, а корень его служит средством от укушения змей. Кора бразилианского Bignonia uliginosa Gomez. употребляется вместо пробок, а из волокон гвианских Bignonia heterophylla W., incarnata Aubl. и Cherere Aubl. делают верёвки, плетут корзины и пр.

## Некоторые виды
По информации базы данных The Plant List (2013), род включает не менее 27 видов
. Некоторые из иных:
- Bignonia aequinoctialis
- Bignonia binata
- Bignonia bracteomana
- Bignonia capreolata
- Bignonia chelonoides
- Bignonia callistegioides
- Bignonia campanulata
- Bignonia catalpa
- Bignonia convolvuloides
- Bignonia corymbosa
- Bignonia costata
- Bignonia longiflora
- Bignonia phellosperma
- Bignonia sciuripabula
- Bignonia suaveolens